# NGC 1997
NGC 1997 (còn được gọi là ESO 86-SC1) là một cụm sao mở nằm trong chòm sao Dorado, một phần của Đám mây Magellan Lớn. Nó được phát hiện bởi John Herschel vào ngày 30 tháng 11 năm 1834. Độ lớn biểu kiến của nó là 13,43 và kích thước của nó là 1,80 phút cung.